# Václav Neužil (Schauspieler, 1979)

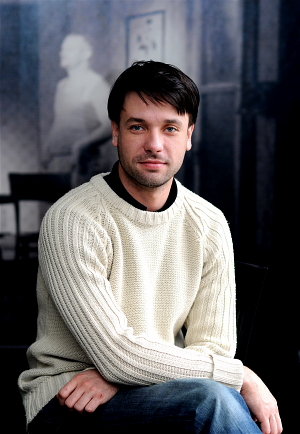
Václav Neužil (2011)

Václav Neužil (* 4. Oktober 1979 in Pilsen) ist ein tschechischer Schauspieler.

## Leben
Václav Neužil ist der Enkel des gleichnamigen Schauspielers Václav Neužil (1921–1989). Er absolvierte sein Schauspielstudium an der Janáček-Akademie für Musik und Darstellende Kunst Brünn. Er wirkte als Theaterschauspieler in unterschiedlichen Theatern in Brünn mit.
Sein Filmdebüt gab Neužil in einer kleinen Nebenrolle als Student in der 2004 veröffentlichten Komödie Duse jako kaviár. Seitdem wirkte er in über 70 Film- und Fernsehproduktionen mit. Im Deutschsprachigen Raum war er unter anderem in Filmen wie Alois Nebel und Operation Anthropoid zu sehen. Da er auch Französisch und Englisch spricht, spielte er auch in französischen Filmen wie Die Liebenden – von der Last, glücklich zu sein und britischen Filmen wie Die Frau des Zoodirektors mit. Bisher wurde er zwei Mal für den tschechischen Filmpreis Český lev nominiert. Für seine Nebenrolle in der Liebeskomödie Bába z ledu wurde er als Bester Nebendarsteller nominiert und für die Darstellung des tschechischen Langstreckenläufers Emil Zátopek in der gleichnamigen Filmbiografie Zátopek wurde er 2022 als Bester Hauptdarsteller ausgezeichnet.
Neužil ist mit der Schauspielerin Lenka Neužil Stárková verheiratet. Sie ist die ältere Schwester der Schauspielerin Erika Stárková. Beide standen bereits im Märchenfilm Die sieben Raben vor der Kamera.

## Filmografie
- 2010: Der Klang der Freiheit (Rytmus v patách)
- 2011: Alois Nebel
- 2011: Die Liebenden – von der Last, glücklich zu sein (Les bien-aimés)
- 2012: Der blaue Tiger (Modrý tygr)
- 2015: Der Fotograf (Fotograf)
- 2015: Die sieben Raben (Sedmero krkavců)
- 2017: Bába z ledu
- 2017: Der dritte Wunsch (Prání k mání)
- 2017: Die Frau des Zoodirektors (The Zookeeper’s Wife)
- 2017: Gequälte Seelen (Zádusní obet)
- 2017: Operation Anthropoid (Anthropoid)
- 2019: Der Uhrmacherlehrling (Hodinářův učeň)
- 2019: Nationalstraße (Národní trída)
- 2021: Mütter – Am Rande des Nervenzusammenbruchs (Matky)
- 2021: Zátopek
- 2023: Restore Point
- 2023: Bratři